# Bierutów

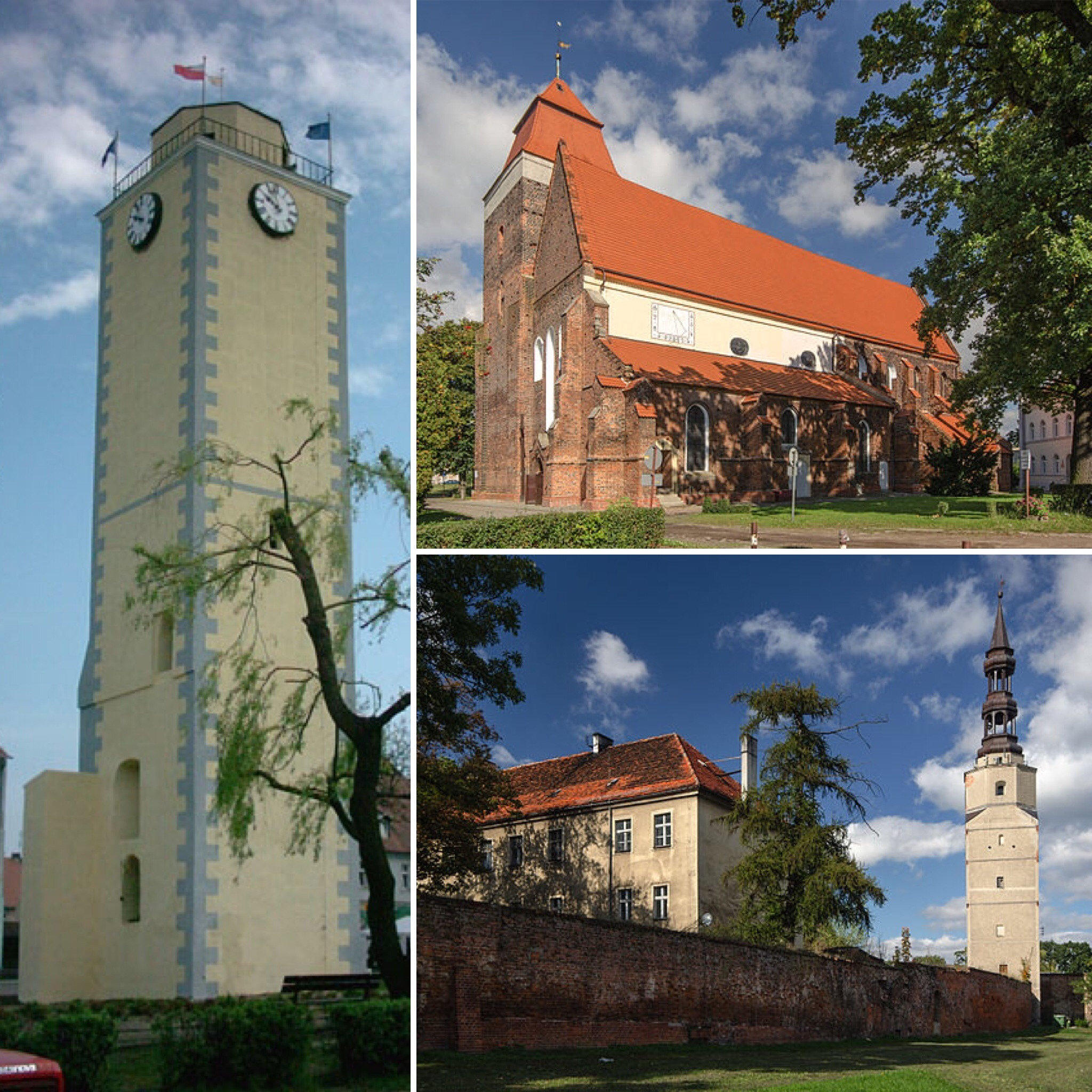

Bierutów este un oraș în Polonia.